# Font Freda (Prullans)
La Font Freda és una font del municipi de Tremp, del Pallars Jussà, a l'antic terme de Fígols de Tremp, en territori de l'antic poble de Prullans. És a 833 msnm, al fons de la vall del barranc de Font Freda, a prop i al nord del Mas de Faro, prop del quilòmetre 6 de la carretera C-1311. És al nord-oest de Montserbós i al sud-oest del Port de Sant Miquel.